# Delosperma rileyi
Delosperma rileyi är en isörtsväxtart som beskrevs av L. Bol.. Delosperma rileyi ingår i släktet Delosperma, och familjen isörtsväxter. Inga underarter finns listade i Catalogue of Life.